# Iamdudum in Lusitania
Iamdudum in Lusitania (lt.: Schon längst in Lusitania/Portugal) ist der Name der Enzyklika Pius X. vom 24. Mai 1911 über die Trennung von Kirche und Staat in Portugal.

## Geschichtlicher Hintergrund
Am 5. Oktober 1910 wurde in Portugal unter der Führung des Republikaners Teófilo Braga die klerikale Monarchie abgeschafft und die Republik ausgerufen. König Emanuel II. flüchtete nach England. Die neue antiklerikale Regierung richtete ihre Politik gegen die Kirche, löste die Jesuitenklöster auf, inhaftierte als reaktionär geltende katholische Priester und Mönche und untersagte das Tragen religiösen Habits in der Öffentlichkeit. Der staatliche Religionsunterricht wurde abgeschafft, die Zivilehe und das Scheidungsrecht eingeführt und religiöse Bezugspunkte in Staat und Politik wurden unterbunden. Diese Veränderungen veranlassten Papst Pius X., sich mit der – auch in Portugiesisch verfassten – Enzyklika an seine Mitbrüder in Portugal zu wenden.

## Unterdrückung der Kirche
Papst Pius X. brandmarkt die Gesetze zur Trennung von Kirche und Staat als Verbrechen; diese Gesetze würden einen unerbittlichen Hass gegen die Kirche schüren. Er zählt die einzelnen Maßnahmen und Gesetzgebungen der Republikaner auf und beklagt die Einschränkungen des Rechts auf freie Religionsausübung sowie die Priesterinhaftierungen als Verfolgung und wendet sich gegen die Ausschreitungen gegen die Bischöfe von Porto und Beja.

## Verdammung
Aus der Höhe des Apostolischen Stuhls verachtete und verdammte der Papst die Gesetze und lehnte alle staatlichen Dekrete zur Trennung von Kirche und dem portugiesischen Staat ab. Die Gesetze stellten einen Bruch von Gesetz und Natur und einen Angriff auf die göttliche Verfassung dar und seien ein Angriff auf die Freiheit der Kirche. Der Papst erklärte diese staatlichen Anordnungen für nichtig und für Christen nicht erfüllbar.

## Pflicht der Kleriker
Pius X. rief seine Mitbrüder zur Standhaftigkeit auf in der Hoffnung, dass sich mit Gottes Hilfe alles zum Besseren wenden werde. Priester, Bischöfe und alle Kleriker rief er zum öffentlichen Widerstand auf: ein Leben in Unfreiheit sei sinnvoller als ein Dienst unter der Knechtschaft. Jedoch solle die persönliche Freiheit höher stehen. Die oberste Pflicht sei der Zusammenhalt der christlichen Gemeinden und der Erhalt der Kirche. Die Bischöfe der übrigen Welt rief er zur Unterstützung seiner Mitbrüder in Portugal auf.